# زکور
زکور (به فرانسوی: Xocourt) یک کمون در فرانسه است که در Canton of Delme واقع شده‌است.

## خصوصیات
زکور ۴٫۸۸ کیلومترمربع مساحت و ۴۹ نفر جمعیت دارد و ۳۰۰ متر بالاتر از سطح دریا واقع شده‌است.